# Каденбах
Каденбах (нем. Kadenbach) — община в Германии, в земле Рейнланд-Пфальц.
Входит в состав района Вестервальд. Подчиняется управлению Монтабаур. Население составляет 1353 человека (на 31 декабря 2010 года). Занимает площадь 4,45 км².